# Gentan (Susukan)
Gentan is een bestuurslaag in het regentschap Semarang van de provincie Midden-Java, Indonesië. Gentan telt 5418 inwoners (volkstelling 2010).